# Alvin e os Esquilos (Ruby-Spears)
Alvin e os esquilos (Alvin and the chipmunks) é uma série animada de televisão americana que protagonizada por Alvin e os Esquilos produzida pela Bagdasarian Productions em parceria com a Ruby Spears Productions (uma subsidiária da Turner Entertainment Co.) entre 1983 e 1987, Pela Murakami-Wolf-Swensom em 1987 e DIC Entertainment entre 1988 e 1990.
O título da série em uma tradução literal, é "Alvin e as Tâmias", já que a palavra inglesa "chipmunk" refere-se especificamente a este tipo de animal.
Ele foi ao ar entre 1983 e 1990 sendo transmitido pela NBC e é uma continuação da série The Alvin Show de 1961. O show também introduzia as Chipettes, três tâmias do sexo feminino que vivem com sua tutora, a senhorita Beatrice Miller (que se juntou ao elenco em 1986). Em 1988, a série passou a ser produzido pelas empresas de produção DIC Enterprises (com 11 episódios adicionais produzidos pela Murakami-Wolf-Swensom) e foi rebatizado apenas para os The Chipmunks.
Em 1987, durante a quinta temporada da série, o primeiro longa-metragem animado da franquia, The Chipmunk Adventure, foi lançado nos cinemas pela Samuel Goldwyn Company. O filme foi dirigido por Janice Karman e ontou om Os Esquilos e as Chipettes em um concurso para viajar ao redor do mundo. Em sua oitava e última temporada, o programa foi novamente renomeado para The Chipmunks Go to the Movies, mas era igual a série original. Cada episódio foi uma paródia de uma produção de Hollywood, tais como Back to the Future e King Kong. Vários especiais de televisão com os personagens também foram liberados. Em 1990, o especial Rockin" Trough the Decades foi produzido. Naquele ano, os Esquilos também se juntaram com outras personagens de desenhos animados bem conhecidas (como Pernalonga e Garfield) no especial de prevenção ao auso de drogas Cartoon All-Stars to the Rescue.
De 1993 até 2001, a Cartoon Network foi ao ar com um pacote de 65 episódios da série. Desde 2008, esse pacote vai ao ar no Canadá na Teletoon Retro. Os episódios posteriores que não foram incluídos do pacote não vão ao ar nos Estados Unidos desde o cancelamento da série em 1990.
Em Portugal, a série estreou em 1990 no Canal 1, dobrada em português. Mais tarde, em 1999 passou na TVI, mas com uma nova dobragem.
No Brasil, a série foi chamada de ''Chipmunks - Os Esquilos de Pesada'' que passou nos anos 90 na Globo.

## Personagens
- Os Chipmunks: Os personagens principais da série, constituídos por:
  - Alvin Seville: O irmão mais velho e líder dos Chipmunks, Alvin é o encrenqueiro talentoso do grupo.
  - Simon Seville: O irmão do meio (também o mais alto), Simon é o realista inteligente e mais responsável do grupo.
  - Theodore Seville: O irmão mais novo, Theodore é o manteiga derretida e mais bonitinho do grupo.
- As Chipettes: contrapartes fêmeas dos esquilos e (raramente) suas amigas, constituídas por:
  - Britanny (Bárbara) Sandra de Castro: A irmã mais velha e líder das Chipettes, Britanny é a mais bonita e talentosa do grupo.
  - Jennete (Joaninha) Carla: A irmã do meio (mas mais alta), Jennete é a mais desportiva e inteligente do grupo. (Tal como o Simon).
  - Eleanor (Leonor) de Sá: A irmã mais nova, Eleanor é a mais queridinha e humilde do grupo. (Tal como o Theadore).
- Dave Seville (David Sevilha): É o pai adoptivo dos esquilos, é solteiro e é o compositor dos Chipmunks.

## Cinema
Em 2007, foi realizado o filme Alvin e os esquilos, baseado na série, sendo um grande sucesso de bilheteria. Três sequências também foram feitas, uma em 2009, outra em 2011 e em 2015.